# Salvia aurea
Salvia aurea L.  är en kransblommig växt, även kallad strandsalvia.
Salvia aurea ingår i släktet salvior, och familjen kransblommiga växter. 
Inga underarter finns listade i Catalogue of Life.

## Bilder

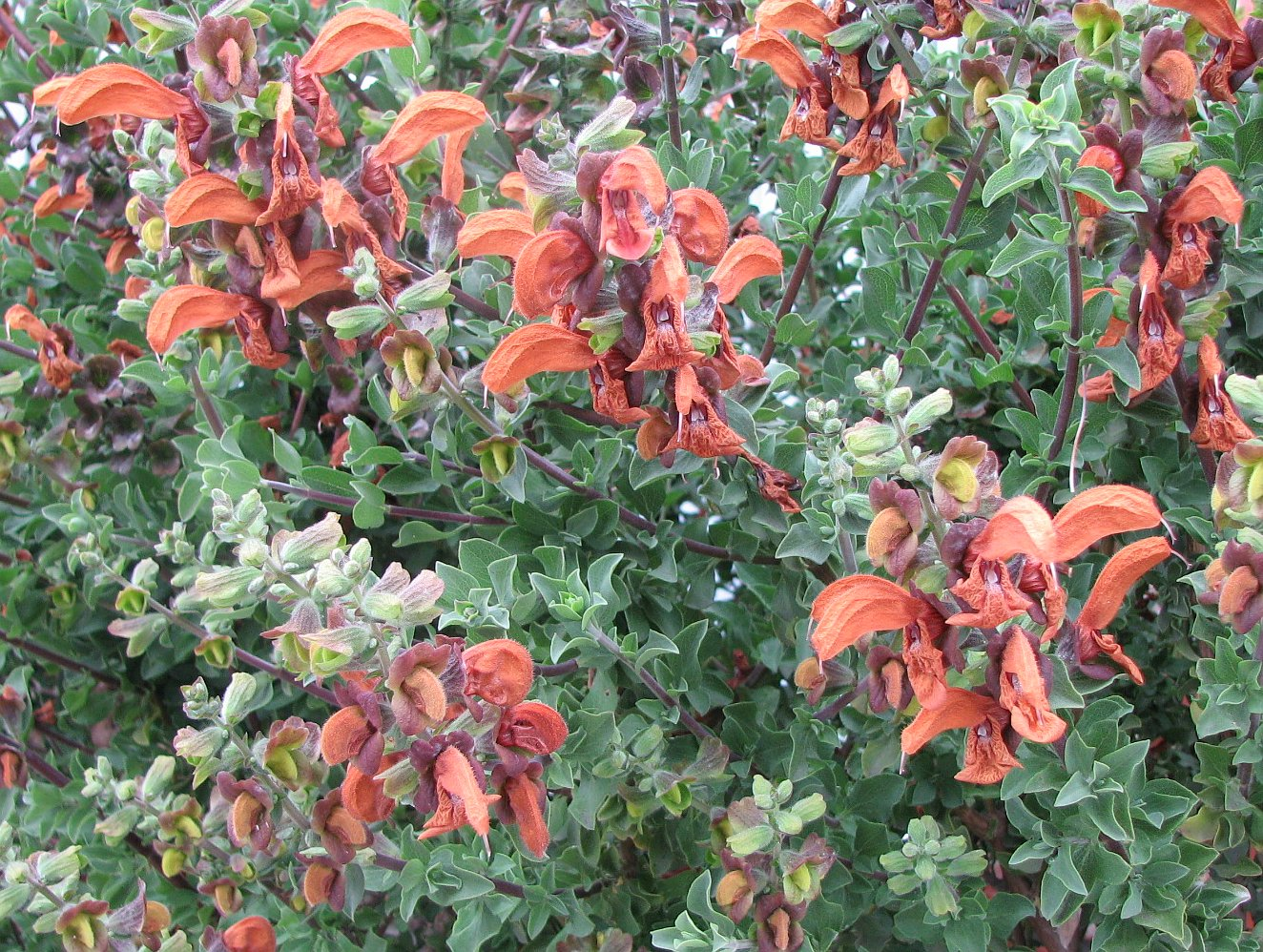
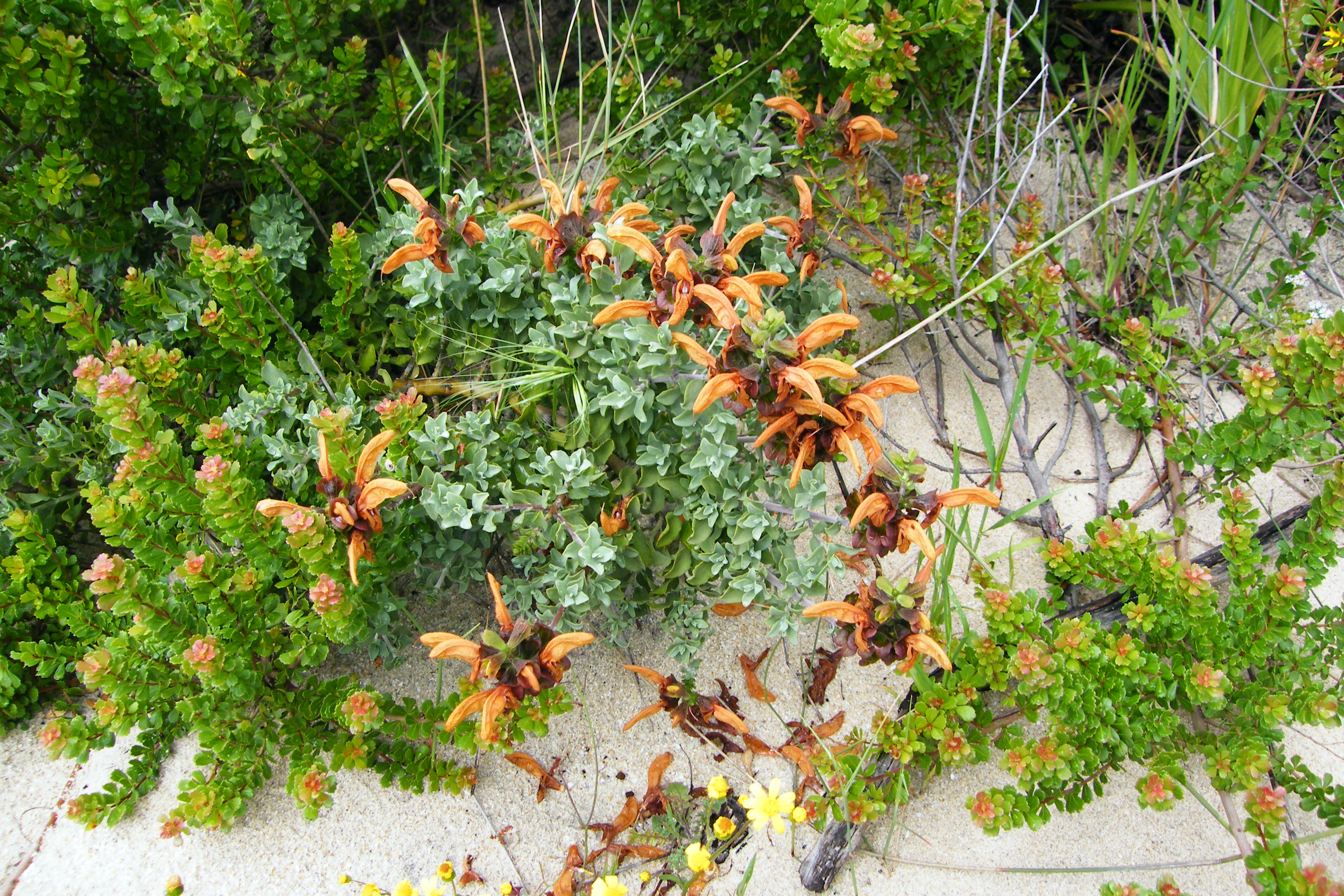
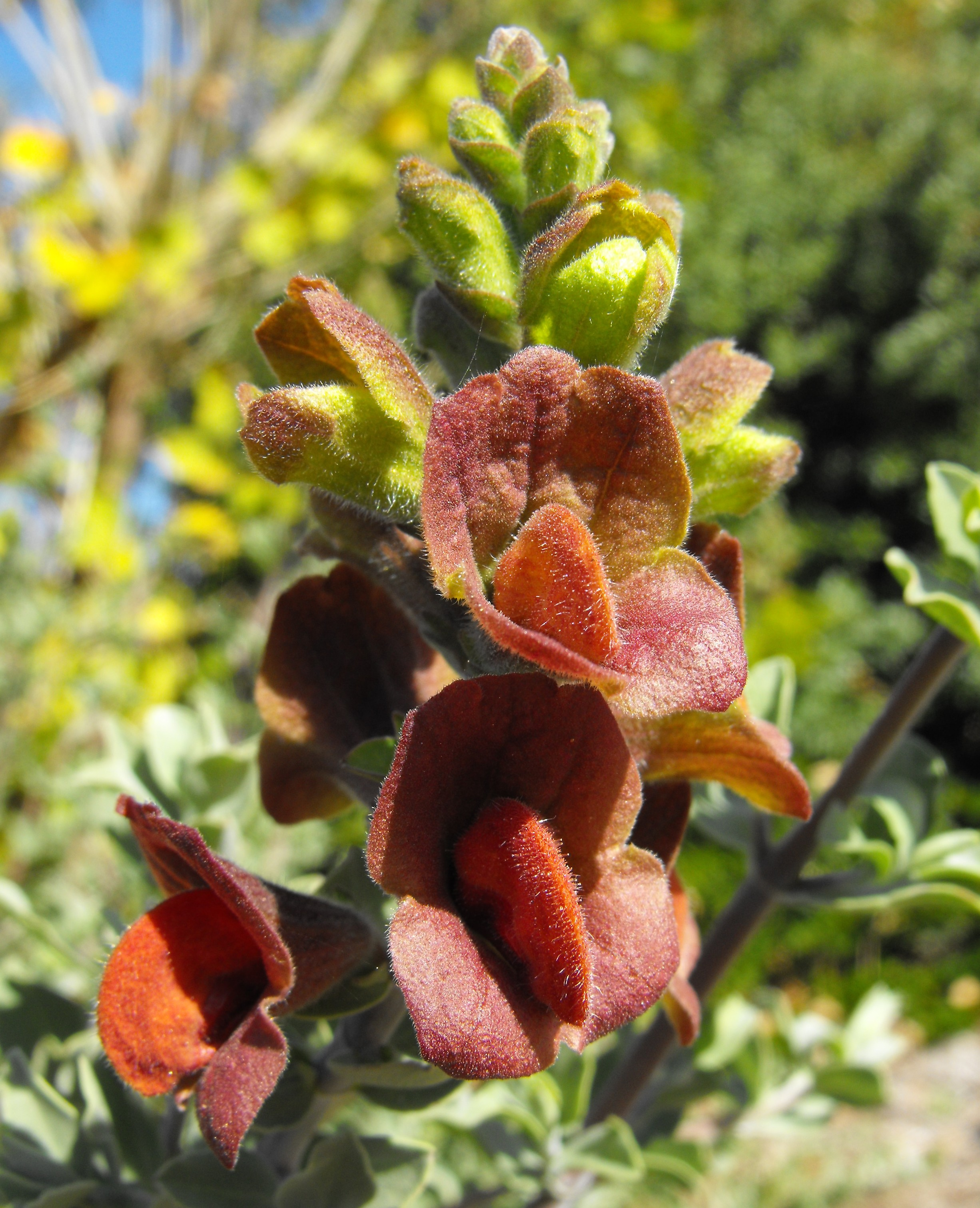
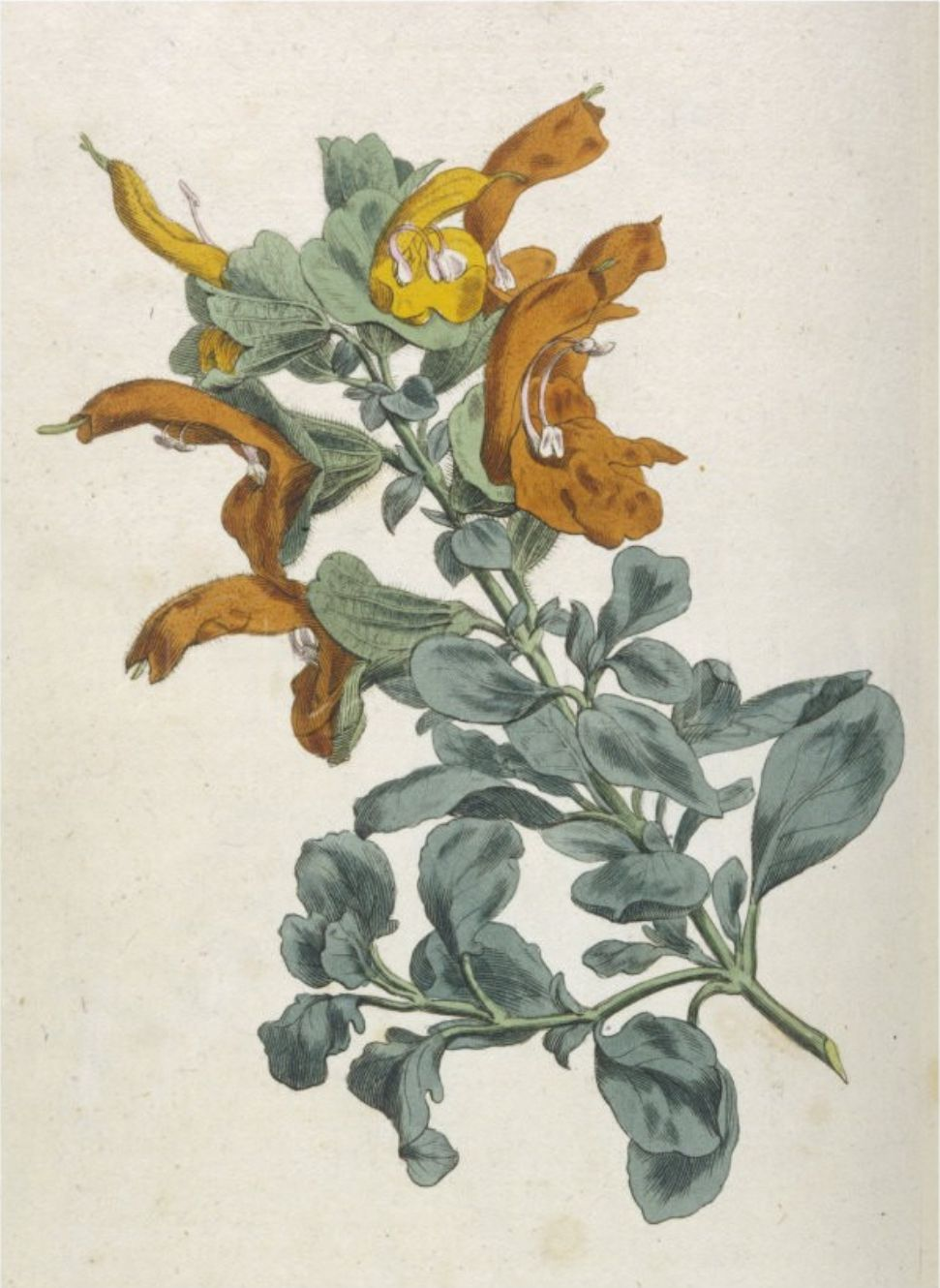
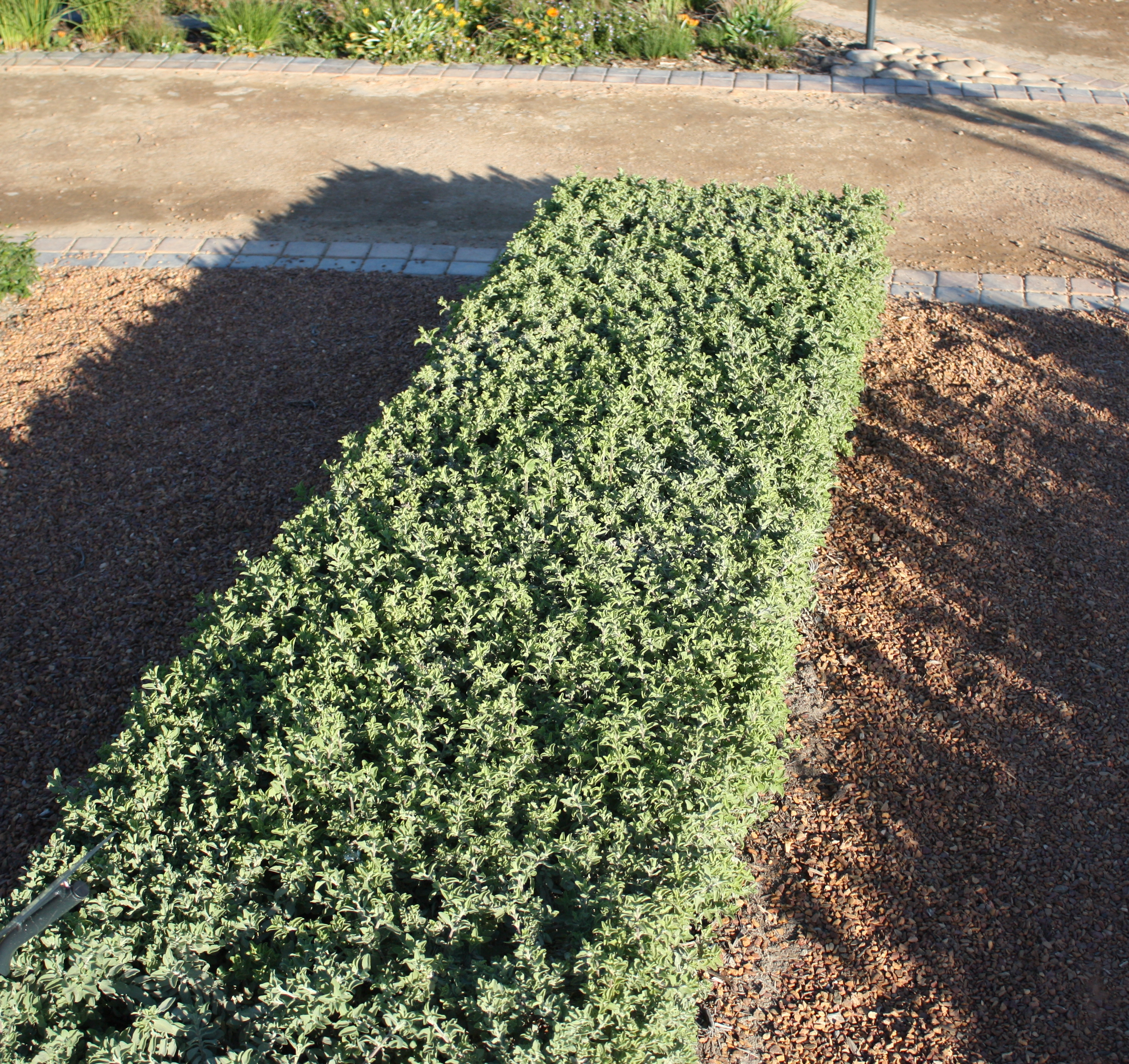
Planterad som häck.